# Tête Grise (Plateau Rosa)
Pour les articles homonymes, voir Tête Grise.
La tête Grise (Graukopf en allemand, Groabhopt en Greschòneytitsch, Testa Grigia en italien) est un sommet des Alpes pennines situé à la frontière entre la Suisse (canton du Valais) et l'Italie (Vallée d'Aoste), qui culmine à 3 479 ou 3 480 m d'altitude.

## Géographie
La tête Grise se situe à la limite du plateau Rosa.